# Kwashiorkor
 (octobre 2016).
Améliorez-le ou discutez des points à vérifier. 
 Mise en garde médicale
Le kwashiorkor est un syndrome de malnutrition par carence en protéines. Le terme, qui signifie enfant (kwashi) rouge (orkor) dans la langue des Ashanti du Ghana, fait référence à la rougeur de la peau des enfants qui en sont touchés.
Le kwashiorkor touche principalement les jeunes enfants qui, âgés de six mois à trois ans, à la naissance d'un second enfant dans leur famille, sont brutalement sevrés du lait maternel et passent à une alimentation trop pauvre en protéines.
Il se caractérise par la fonte musculaire, des œdèmes des membres inférieurs, une ascite, une hépatomégalie et une hypoalbuminémie à la prise de sang (responsable des œdèmes).

## Historique
En 1929, , médecin de brousse au Cameroun, décrit la maladie ainsi : « Je fus frappé de rencontrer presque constamment des enfants dont l’aspect très particulier m’était jusqu’alors inconnu et affectés de ce que je prenais d’abord pour des anomalies congénitales de pigmentation. L’enfant est « rouge et blond ». Il a deux à cinq ans, il est souffreteux et hébété ; en raison d’un œdème des joues et des paupières, sa tête paraît plus volumineuse ; l’abdomen, distendu par une ascite, contraste lui aussi avec des membres graciles ; la peau est amincie, vernissée, craquelée ou saignotante, la diarrhée fréquente, etc. »
La description du kwashiorkor comme une nouvelle maladie, en opposition à l'idée précédemment défendue qui l'assimilait à une forme infantile de pellagre, ainsi que l'identification de la carence alimentaire en protéines comme cause principale du kwashiorkor, furent réalisées au Ghana entre 1932 et 1935 par la médecin jamaïcaine Cicely Williams (en).

## Origine et cause
Le kwashiorkor fait partie des malnutritions et touche annuellement des millions d'enfants, essentiellement africains.
Le kwashiorkor touche les enfants de deux ou trois ans, quelques mois après un sevrage brutal. Contrairement au lait maternel, riche en protéines, le régime adulte ne couvre plus les besoins en protéines de l'enfant.
Le kwashiorkor n'est pas dû au seul déficit protidique. On a également constaté une baisse des taux sanguins de magnésium, de potassium, de fer, de zinc, des vitamines.
Malgré les traitements, le taux de mortalité des enfants atteints de formes avancées de la maladie reste important.

## Répartition géographique
Cette maladie se rencontre presque toujours chez des enfants habitant des pays pauvres ou en voie de développement, dans lesquels les conditions de vie sont précaires et les populations sous-alimentées : Afrique, Amérique du Sud, Inde ainsi que la Corée du Nord. L'Afrique tropicale et équatoriale est particulièrement touchée.

## Épidémiologie
Tous les ans, plus de 12 millions d'enfants vivant dans des pays en voie de développement meurent à cause de pathologies infectieuses, bactériennes ou parasitaires.
Sur ces 12 millions, 56 % - soit 6,7 millions d'enfants - décèdent de la malnutrition, en raison d'une plus grande fragilité aux infections. Au Gabon, la malnutrition est la première cause de décès chez les enfants de un à quatre ans. Dans certaines régions défavorisées, le kwashiorkor est responsable de la mort de 30 % des enfants de moins de 5 ans.

## Facteurs de risque
La prévalence de la maladie dépend de plusieurs facteurs :
- L'accès à l'eau potable : l’eau polluée véhicule des bactéries (Salmonella, Vibrio…), des parasites (Entamoeba, Fasciola, Giardia…) et des virus (hépatite), susceptibles de s’attaquer aux enfants affaiblis ;
- L'efficacité de l'agriculture : qualité des sols, importance des précipitations ;
- La fréquence des catastrophes naturelles : inondations, sécheresses, invasions de locustes…
- Le poids des coutumes : les femmes ont 8 ou 10 enfants. Dans certaines ethnies elles doivent arrêter d’allaiter après la conception d'un nouvel enfant. Un sevrage précoce peut entraîner un kwashiorkor.
- Les conflits ethniques ou religieux et les guerres : rationnement alimentaire, raréfaction des denrées, mort des parents ;
- Le niveau de vie : la pauvreté et le prix élevé des protéines animales entraînent de mauvaises pratiques alimentaires[réf. nécessaire] ;
- L’économie de la nation : l'instabilité politique nuit au développement du pays.

## Symptômes

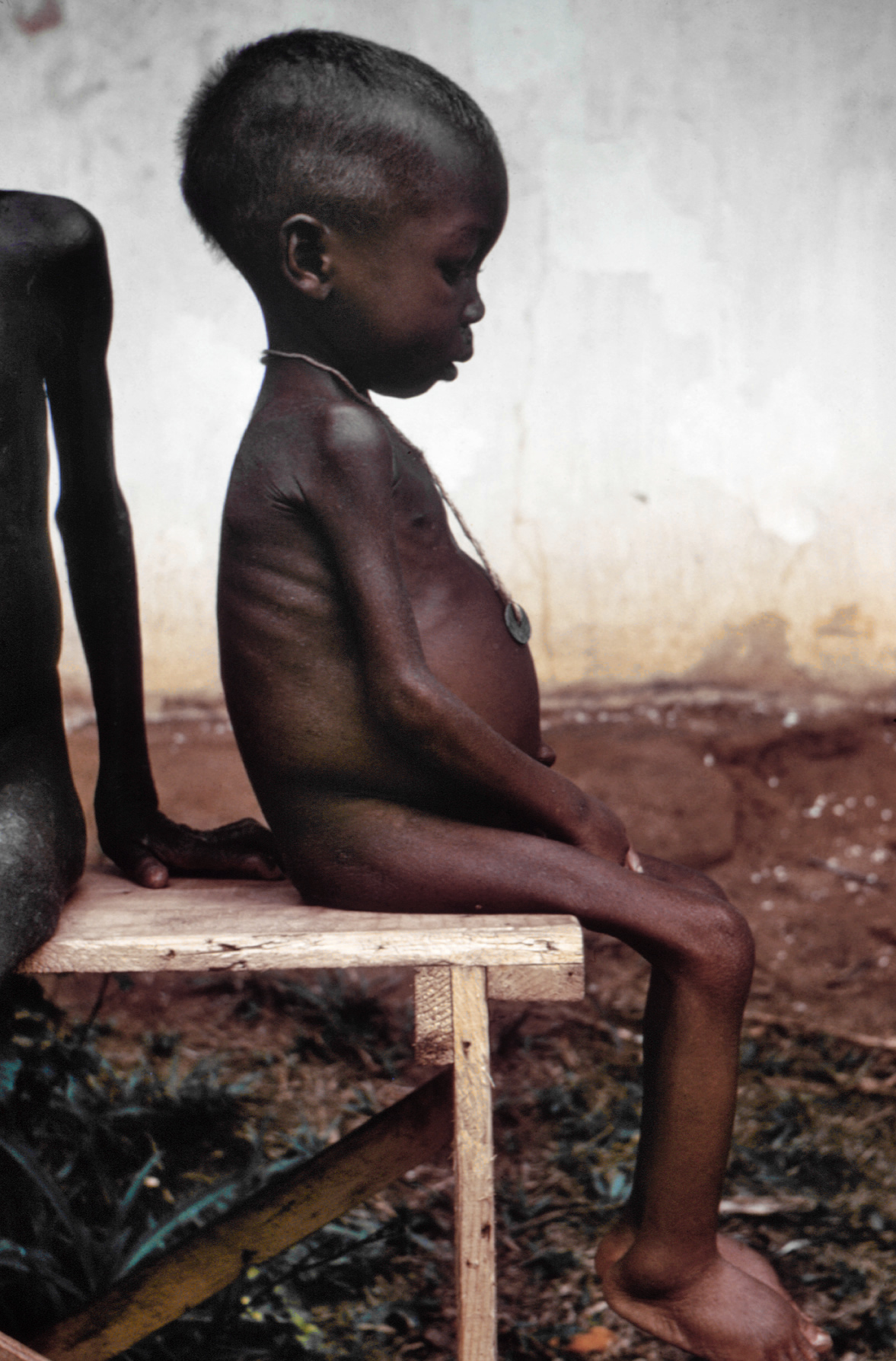
Un enfant avec signes de kwashiorkor et de marasme. L'abdomen ballonné et les œdèmes des pieds sont caractéristiques.

Les symptômes précoces sont très généraux : anémie, apathie, fatigue, irritabilité, léthargie.
Si la carence perdure, on constate une hypoprotéinémie et de nombreux troubles surviennent :
- croissance retardée ou arrêtée ;
- diminution de la masse musculaire, amaigrissement ;
- ascite (gros ventre protubérant) et œdème des extrémités ;
- atteinte des cheveux et de la peau (éclaircissement ou rubéfaction, fragilisation, desquamation, dermatite, vitiligo, lésions) ;
- troubles digestifs (diarrhée, gastro-entérite) ;
- atteinte du foie (hépatomégalie) ;
- atteinte de la fonction rénale ;
- immunodéficience ;
- troubles mentaux.

À un état avancé, les fonctions vitales sont atteintes, ce qui entraîne un état de choc, le coma puis la mort.

## Pronostic
Les troubles disparaissent habituellement après un traitement précoce. Si le traitement est tardif, la santé générale de l'enfant est améliorée mais des séquelles physiques (taille réduite) et intellectuelles (incapacités mentales) sont à craindre. Sans traitement ou si le traitement survient trop tard, la mort est inévitable.
Un haut risque de décès est identifié par un périmètre brachial < 11 cm ou par un seuil de l’indice poids-taille < à –3 écart type. En pratique les enfants malnutris avec des œdèmes sont atteints de malnutrition grave potentiellement mortelle.

## Traitement
Afin d'éviter des problèmes, l’organisme doit être réadapté avec des rations petites mais fréquentes, données toutes les deux à quatre heures. Durant une semaine, l'alimentation, d'ordinaire hyperglucidique, est progressivement enrichie en protéines ainsi qu'en éléments essentiels : lait sucré avec sels minéraux et vitamines. Le régime peut comporter des lactases — pour que les enfants ayant développé une intolérance au lactose puissent ingérer des produits laitiers — et des antibiotiques — pour compenser l'immunodéficience. Après deux à trois semaines, le lait est remplacé par des bouillies de céréales enrichies en minéraux et vitamines, jusqu'à ce que la masse de l'enfant atteigne au moins 80 % de la masse normale. La nourriture traditionnelle peut alors être réintroduite. L’enfant est considéré guéri lorsque sa masse atteint 85 % de la normale.

## Prévention
L'éducation et l’alphabétisation peuvent éviter le kwashiorkor.
- alphabétisation des filles : diffusion d'informations sur les moyens de lutte (dépliants, affiches...) ;
- éducation des parents : connaissance des besoins alimentaires des enfants en fonction de l'âge ; contrôle des naissances afin de différer les maternités et, ainsi, d'éviter un sevrage trop rapide ;
- surveillance : la pesée régulière de l’enfant permet de juger de la normalité de sa masse et de sa croissance. Un périmètre brachial (circonférence du bras mesurée sous l’épaule) nettement inférieur à 13 cm, signe la maladie.